# Universitatea „Alexandru Ioan Cuza” din Iași

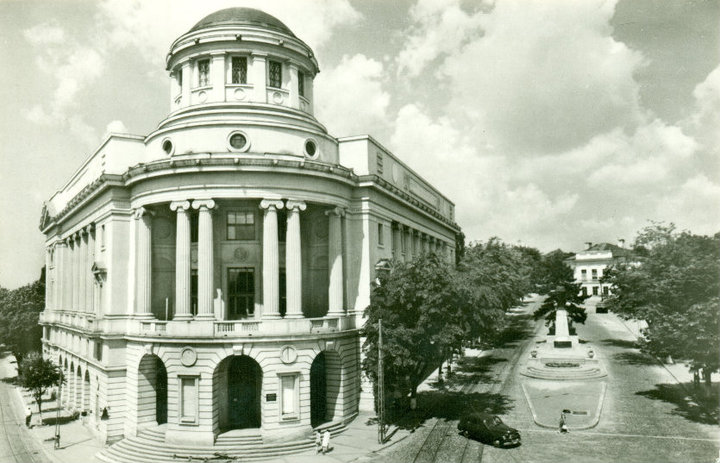
Biblioteca Centrală Universitară Mihai Eminescu

Universitatea „Alexandru Ioan Cuza” sau Universitatea din Iași (acronim: UAIC), este o universitate de stat din Iași și una dintre cele mai prestigioase instituții de învățământ superior din România. Fondată în 1860, la scurt timp după formarea Principatelor Unite, Universitatea din Iași, așa cum s-a numit la început, este prima universitate modernă a României. Între 1860-1897 a avut sediul în Palatul Calimachi, astăzi aici este Universitatea de Medicină și Farmacie Grigore T. Popa.  
Situată într-unul din cartierele istorice ale orașului, Copou, și cuprinzând 15 facultăți și numeroase centre de cercetare, Universitatea „Alexandru Ioan Cuza” este o instituție de învățământ superior cu tradiție și în același timp o Universitate modernă care, prin realizările înfăptuite în plan educațional și științific, a obținut recunoaștere atât pe plan național cât și internațional.
În 2011, Universitatea „Alexandru Ioan Cuza” a fost clasificată de Ministerul Educației, Cercetării, Tineretului și Sportului și Asociația Universităților Europene în prima categorie, cea a universităților de cercetare avansată și educație.

## Istoric

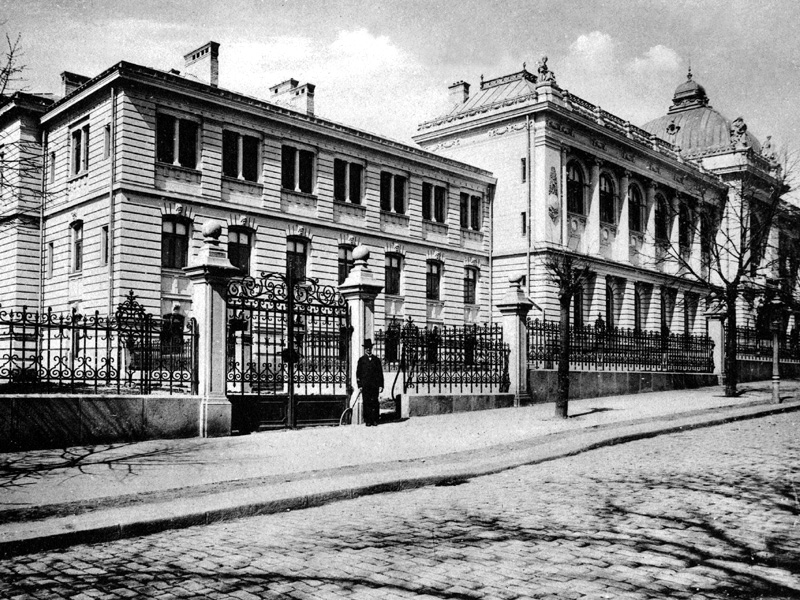
Palatul Universității "Al.I.Cuza", construit pe locul fostului Teatru Național, a fost inaugurat în 1897; imagine veche

Universitatea din Iași, ca instituție modernă de învățământ, a fost fondată la data de 26 octombrie 1860. Universitatea este continuatoarea simbolică a vechii Academii Vasiliene, înființată de Vasile Lupu, în 1640, urmată, la 1707, de Academia Domnească, fondată de Antioh Cantemir.
În mod direct, Universitatea din Iași se trage din Academia Mihăileană, fondată în 1834 de Gheorghe Asachi. În noua sa formă, ea a fost inaugurată la 26 octombrie 1860 (7 noiembrie stil nou), în prezența domnitorului Alexandru Ioan Cuza, al cărui nume îl poartă din 1942. Încă de la întemeiere, instituția a reprezentat un simbol național, transilvănenii Simion Bărnuțiu, Petre Suciu, Ștefan Micle și alții aflându-se printre primii profesori ai universității ieșene.
La înființare universitatea avea trei facultăți: drept, filosofie (litere) și teologie. Facultatea de Drept fusese înființată formal încă de la 6 octombrie 1855, iar Facultatea de Filosofie își deschisese cursurile în martie 1857. În 1864, universitatea era formată din Facultatea de Litere și Filosofie, Facultatea de Drept, Facultatea de Științe fizice, matematice și naturale, iar în 1879, a apărut Facultatea de Medicină. În anii 1890-1900, s-a dezvoltat Facultatea de Științe: în 1892, a apărut catedra de Chimie, în 1906, cea de Chimie Agricolă, iar în 1910, a apărut Școala de Electricitate.
Actualul corp A al universității, Palatul Universității, a fost construit între anii 1893 și 1897 (și extins in perioada interbelică) după planurile arhitectului Louis Blanc și inaugurat în prezența regelui Carol I și a reginei Elisabeta. Clădirea este o îmbinare a stilurilor clasic și baroc, monumentala sa intrare ducând în faimoasa "Sală a Pașilor Pierduți", decorată cu picturi realizate de către Sabin Bălașa. Palatul Universității este împărțit cu Universitatea Tehnică „Gheorghe Asachi”.

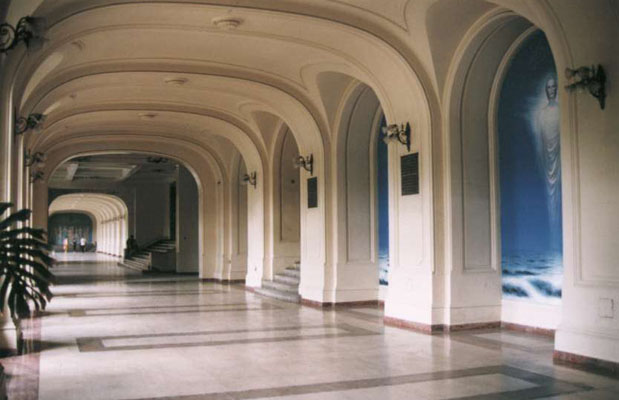
Palatul Universității, „Sala pașilor pierduți”

Imediat după căderea regimului comunist, Universitatea ieșeană a început un proces complex de reconstrucție a identității. Transformările produse au fost de ordin structural, cele mai vizibile fiind legate de reformarea procesului didactic. Între prioritățile asumate de conducerea Universității, după revoluția din 1989, s-au numărat: eliminarea disciplinelor ideologice din planul de învățământ, reorganizarea planurilor de învățământ și a programelor didactice, actualizarea conținuturilor tematice ale cursurilor și seminariilor, accesul liber la orice sursa bibliografică, independența față de structurile de putere, reevaluarea corpului profesoral al Universității, în sensul asigurării cadrelor didactice pentru noile discipline și direcții de cercetare, reorientarea sau retragerea din sistem a celor ce au fost legați exclusiv de disciplinele ideologice eliminate din planurile de învățământ, încadrarea masivă a resurselor tinere în Universitatea la Universitate la toate facultățile și pentru toate domeniile.
Primul deceniu post-revoluționar a fost unul marcat de transformări profunde, de crize, dar și de căutări. Universitatea a reușit să treacă de la sistemul centralizat la cel democratic, a intrat într-o competiție deschisă cu instituții similare din țară, atât sub raportul performanței științifice, cât și a numărului de studenți și absolvenți, și-a stabilit noi obiective de competitivitate, generate de regulile pieței și a încercat să-și redefinească misiunea. Acest proces a fost însoțit de dificultăți legate mai ales de inerția sistemului, de necesitatea înnoirii cadrelor și programelor, dar și de conflictele dintre unii profesori și studenți.

## Campus
Universitatea deține 15 cămine și 3 cantine studențești.
- Grădina Botanică „Anastasie Fătu”
- Cantina „Titu Maiorescu”
- Cămin studențesc „Akademos”
- Cămin și cantina „Gaudeamus”
- Campusul studențesc „Târgusor-Copou”
- Campusul studențesc „Titu Maiorescu”
- Grădinița Junior
- Școala Junior
- Muzeul Universității „Alexandru Ioan Cuza” din Iași

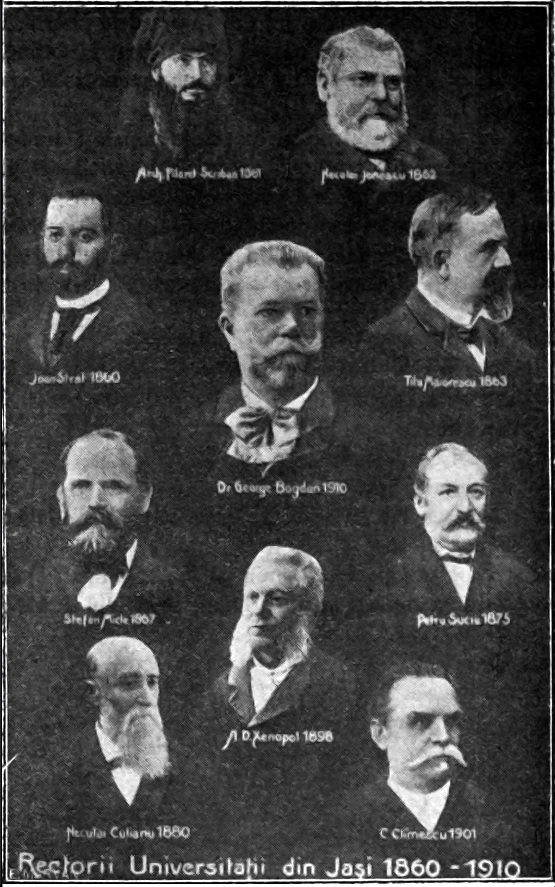
Rectorii Universității din Iași (1860 - 1910)

## Organizare și administrare

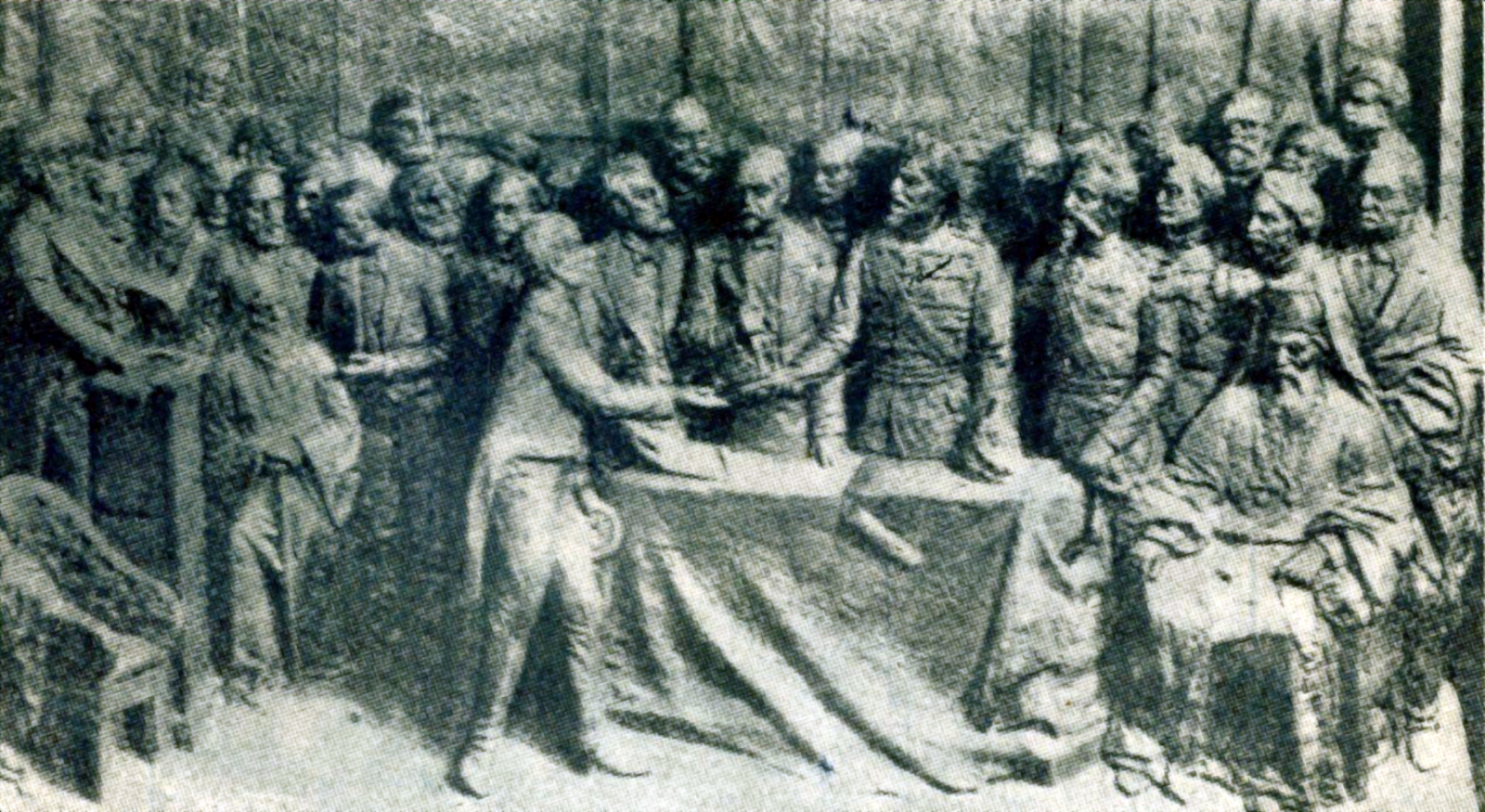
Alexandru Ioan Cuza inaugurând Universitatea din Iași în 26 octombrie 1860. Basorelief realizat de Wladimir Hegel

Înscrisă în continuitatea învățământului superior românesc, Universitatea „Alexandru Ioan Cuza” funcționează ca instituție de stat, în baza Declarației Drepturilor Omului, Constituției României, Legii Învățământului și a Legii Statului Personalului Didactic.
Activitatea în facultăți este condusă de Consiliul Facultății, format din reprezentanții Catedrelor, Departamentelor și ai studenților. Membrii Consiliului Facultății sunt aleși prin vot secret pentru o perioadă de patru ani de către catedrele și departamentele facultății, conform Regulamentului de constituire și funcționare a Consiliilor Facultăților. Excepție fac studenții, ai căror reprezentanți sunt propuși de colegii lor din formațiile de studiu cu drept de reprezentare în Consiliul Facultății. Ei sunt validați de Consiliul Facultății constituit din reprezentanții Catedrelor și ai Departamentelor facultății respective.
Președintele Consiliului Facultății este Decanul. Activitățile curente sunt coordonate de Biroul Consiliului Facultății. Șefii de catedră și de departamente fac parte de drept din Consiliul Facultății. Decanul, Prodecanii, Cancelarul, șefii de departamente și de catedre sunt aleși în conformitate cu Regulamentul de constituire și funcționare a Consiliului Facultății.

### Fundația Alumni
Atașați de valorile și ”spiritul” de la ”Cuza”, absolvenții Universității au pus bazele Fundației Alumni – Universitatea ”Alexandru Ioan Cuza” din Iași. Ea funcționează în baza Hotărârii judecătorești din 1.02.2007 și își propune să dezvolte și să consolideze comunitatea absolvenților, să îi ajute și, la rândul ei să le ceară ajutorul în atingerea obiectivelor sale.
Între obiectivele asumate de la început de Fundație se numără: dezvoltarea conștiinței de apartenență a absolvenților Universității la un grup social cu înalte valori morale, civice și profesionale, membrii acestui grup fiind caracterizați prin preocuparea pentru excelență, organizarea de activități de cercetare științifică, organizarea de activități de formare profesională și specializare, sprijinirea activității de modernizare a învățământului superior, consolidarea relațiilor cu mediile universitare și de cercetare din țară, plasarea absolvenților în posturi corespunzătoare, promovarea de bune relații cu mediul de afaceri din țară, sprijinirea de către întreprinzători a procesului didactic și științific din învățământul superior și încurajarea tinerilor cercetători și profesori, a absolvenților Universității ”Alexandru Ioan Cuza” din Iași, să efectueze studii de specializare.
Totodată, Fundația a mai încercat să contribuie la finanțarea stagiilor de documentare în țară și străinătate și la susținerea participării absolvenților la conferințe și congrese interne și internaționale.

### Afiliere și relații internaționale
În 1995 s-a înființat „Departamentul de relații internaționale" pentru gestionarea activităților din domeniu. Programele de mobilități Tempus și Socrates/Erasmus au stimulat și facilitat schimburile de profesori și studenți cu universități străine, rezultatele conducând la instituționalizarea relațiilor internaționale. Au fost încheiate numeroase acorduri bilaterale cu universități preponderent din Europa (cele mai multe din Franța), dar și din America, Asia și Africa. De la 73 de acorduri în anul academic 1998-1999 s-a ajuns la 206 în 2007-2008. Într-un deceniu (1998-2008), 2869 de studenți și 671 de cadre didactice de la Universitatea din Iași au beneficiat de mobilități la universități partenere. Între aceiași ani, 531 de studenți străini Erasmus au fost înmatriculați la Universitatea din Iași și 420 de cadre didactice de la universități europene au desfășurat activități de predare și monitorizare.
Universitatea „Alexandru Ioan Cuza” este membru titular al „Agenției Universitare a Francofoniei” (AUF) și al „Rețelei Universităților Balcanice”. Universitatea face parte din „Asociația Universităților Europene” (EUA), „Asociația Internațională a Universităților” (IAU) și din Rețeaua Universităților Francofone „Alexandru Ioan Cuza” (RUFAC). În anul 2005 a aderat la „Rețeaua Utrecht”, iar în 2007 la „Grupul Coimbra”. În 2006 a devenit parte a „Magna Charta Observatory”, organizație non profit, fondată de Universitatea din Bologna și „Asociația Universităților Europene” (EUA).
Aderarea României la Uniunea Europeană a favorizat schimburile internaționale ale Universității „Alexandru Ioan Cuza” din Iași, care astăzi are colaborări cu peste 250 de universități străine.

## Învățământ și cercetare
În anul universitar 2011 - 2012, aceasta a avut 31.249 de studenți înscriși la cele trei cicluri studii: de licență (22.945 studenți), de master (7.108 studenți) și doctorale (1.196). În cadrul celor 15 facultăți de la Universitatea „Alexandru Ioan Cuza”, Iași, funcționează o serie întreagă de colegii.

### Facultăți
- Facultatea de Biologie
- Facultatea de Chimie
- Facultatea de Drept
- Facultatea de Economie și Administrarea Afacerilor
- Facultatea de Educație Fizică și Sport
- Facultatea de Filosofie și Științe Social-Politice
- Facultatea de Fizică
- Facultatea de Geografie și Geologie
- Facultatea de Informatică
- Facultatea de Istorie
- Facultatea de Litere
- Facultatea de Matematică
- Facultatea de Psihologie și Științe ale Educației
- Facultatea de Teologie Ortodoxă
- Facultatea de Teologie Romano-Catolică

### Cercetare științifică
Cercetarea științifică a devenit o direcție strategică de dezvoltare, în condițiile în care Universitatea ”Alexandru Ioan Cuza” tinde către un model verificat în Occident, unde instituțiile de învățământ superior sunt centre de cercetare puternice și competitive la nivel internațional.
Pentru a susține acest proces de lungă durată, în 2004 a luat ființă Consiliul pentru Cercetare Științifică a Senatului, care se ocupă cu managementul activității de cercetare științifică.
Ca rezultat al acestor preocupări, în perioada 2004 - 2008, Universitatea a derulat 30 de proiecte internaționale în valoare de aproximativ 1.000.000 euro și 18 proiecte bilaterale (România - Rusia, România - Franța, România - Grecia, România - Italia, România - Ungaria, etc.) 
Au fost câștigate 510 Granturi ale Academiei Române, în valoare de 60.700 lei, 104 proiecte CEEX (Cercetarea de Excelență), în valoare de 20.733.299 lei și proiecte din Planul Național de Cercetare-Dezvoltare I, în valoare de 1.338.840 lei.
În 2006, Universitatea a atras resurse pentru constituirea a trei Platforme/Laboratoare de formare și cercetare interdisciplinară: AMON -platforma integrată pentru studii avansate în nanotehnologii moleculare, ARHEOINVEST platforma de formare și cercetare interdisciplinară în domeniul arheologiei, MEDIAEC - mijloace eficiente de dezvoltare - inovare a educației și cercetării.
În prezent, principalele direcții stabilite în cadrul universității sunt: proprietăți ale sistemelor nanostructurate naturale și artificiale, studii de mediu, riscuri și hazarde naturale și artificiale, studii de mediu, riscuri și hazarde naturale sau antropice, matematici și informatici aplicate și fundamentale (limbaj natural, e-learning, sisteme GRID), reprezentarea socială a sărăciei, puterii și minorităților, orientări strategice în economia globală și studii interculturale.

## Activități studențești
Primele înființate, în 1990, au fost Asociația Studenților Informaticieni Ieșeni (ASII) și Asociația Studenților Creștini Ortodocși Români (ASCOR), urmate de Asociația Internațională a Studenților în Economie și Management (AIESEC), înființată în 1993, Liga Studenților Economiști (LSE), înființată în 1998, cu peste 180 de membri și Asociația Europeană a studenților în Drept (ELSA), al cărei grup de inițiativă s-a constituit la Iași în 1998 și care numără 169 de membri.
În al doilea deceniu post-revoluționar au mai apărut Asociația Studenților Francofoni din Iași (ASFI), înființată în 2001, Asociația Studenților Europeni Iași (AEGEE-Iași), înființată în 2003, Asociația Națională a Studenților în Științe Administrative (ANSSA), înființată în 2003 cu scopul de a contribui la dezvoltarea unei administrații performante cu specialiști competenți în gestionarea sectorului public, Asociația Tinerilor Ecologi Români din Iași (TERIS) și Societatea Pentru Psihologie, ambele fondate în 2004, Liga Studenților la Geografie și Geologie (LSGG), înființată în 2005, Asociația studenților de la Comunicare și Relații Publice (PRIME) și Asociația Studenților Jurnaliști din Iași (ASJ), ambele fondate în 2006, Organizația Studenților la Studii Europene din Iași (OSSEI), Asociația Studenților și Absolvenților Facultății de Filosofie din Iași (A.S.A.F.F.I.), Asociația Studenților și Absolvenților de Asistență Socială Iași (ASALT), ale căror baze au fost puse în 2008 și mai recentele: Asociația Studenților Chimiști Iași (ASCIS) și Liga Studenților de la Istorie (LSI), înființate în 2009.

## Performanțe
Ca urmare a programelor derulate, a activităților de cercetare, a fondurilor atrase și a dezvoltării în acest domeniu, în 2008 Universitatea ”Alexandru Ioan Cuza” a fost acreditată ca unitate a sistemului de cercetare - dezvoltare și a primit din partea Ministerului de Resort, Premiul pentru publicații științifice internaționale (2006), Premiul pentru lucrări științifice publicate în jurnale ISI (2007), Premiul I în ”Topul excelenței în cercetare” pentru Centrul de excelență CARPATH - Center for Applied Research in Physics and Advanced TecHnologies (2008).
În 2013, Universitatea „Alexandru Ioan Cuza” ocupa locul 701+, aflându-se astfel printre cele mai bune 1000 universități din lume; Universitatea din București și Universitatea Babeș-Bolyai din Cluj-Napoca ocupau aceeași poziție (701+) în topul QS.

## Personalități notabile

### Rectorii Universității „Alexandru Ioan Cuza” din Iași
- 1860–1861 – Ion Strat
- 1861–1862 – Filaret Scriban
- 1862–1863 – Nicolae Ionescu
- 1863–1867 – Titu Maiorescu
- 1867–1875 – Ștefan Micle
- 1875–1880 – Petru Suciu
- 1880–1898 – Nicolae Culianu
- 1898–1901 – Alexandru D. Xenopol
- 1901–1907 – Constantin Climescu
- 1907–1913 – George Bogdan
- 1913–1916 – Constantin Stere
- 1916–1918 – Matei B. Cantacuzino
- 1918–1919 –  Nicolae Leon
- 1920 – Iulian Teodorescu
- 1920–1921 – Nicolae Leon
- 1921–1922 – Traian Bratu
- 1922–1923 – Ion Simionescu
- 1923–1926 – Alexandru Slătineanu
- 1926–1932 – Petru Bogdan
- 1932–1938 – Traian Bratu
- 1938–1940 – Ion Tănăsescu
- 1940–1941 – Virgil Nițulescu
- 1941–1944 – Mihail D. David
- 1944–1945 – Alexandru Myller
- 1947–1948 – Leon Ballif
- 1948–1955 – Jean Livescu
- 1955–1972 – Ion L. Creangă
- 1972–1981 – Mihai Todosia
- 1981–1989 – Viorel Barbu
- 1989 – Petre Mîlcomete
- 1989–1992 – Petru Călin Ignat
- 1992–2000 – Gheorghe Popa
- 2000–2008 – Dumitru Oprea
- 2008–2016 – Vasile Ișan
- 2016–2024 – Tudorel Toader
- 2024–prezent – Liviu-George Maha

### Alumni
Universitatea din Iași a format savanți de prestigiu, printre care se numără Grigore Cobălcescu, Petru Poni, Alexandru Philippide, Alexandru D. Xenopol, Dragomir Hurmuzescu, Alexandru Miller, Octav Mayer, Gheorghe Brătianu, Grigore T. Popa, Marin Sorescu, Gheorghe Platon, Alexandru Zub și alții.